# Сам у кући 6
Сам у кући 6 (енгл. Home Sweet Home Alone) је америчка породична комедија из 2021. године, режисера Дена Мејзера, по сценарију Микија Деја и Стритера Сајдела. Шести је филм у серијалу Сам у кући и продуциран је као ексклузивни филм за Disney+. Главне улоге тумаче Ели Кемпер, Роб Делејни, Арчи Јејтс, Ешлинг Би, Кенан Томпсон, Пит Холмс, Али Маки и Крис Парнел. 
Филм је објављен дигиталним путем 12. новембра 2021. године. Добио је углавном негативне рецензије од стране критичара и обожавалаца, који су критиковали сценарио и генерално га негативно поредили са филмом Сам у кући.

## Радња
Џеф и Пам Мекензи покушавају да продају своју кућу, али то не говоре својој деци, Еби и Крису. Џеф је изгубио посао, а Памина плата није довољна да задржи њихов дом. Да ствар буде гора, Џефов успешни брат Хантер, његова супруга Меј и њихов син Оли одлучили су да остану код њих за Божић.
Током показивања куће потенцијалним купцима, Макс Мерсер и његова мајка Керол свраћају да искористе тоалет. Макс кратко разговара са Џефом, који том приликом открива кутију старих лутака, укључујући и једну деформисану са окренутим лицем наопако. Керол објашњава Џефу да су лутке са необичним деформитетима ретке и да вреде много новца. Кад се Макс и Керол врате кући, цела породица се спрема да оде у Токио за празнике, а Керол креће раније од осталих. Макс, изнервиран галамом, крије се у аутомобилу паркираном у гаражи како би гледао цртане филмове, након чега случајно заспи. Максова породица не схвата да је он заспао у ауту паркираном у гаражи и оставља га код куће, мислећи да је у другом возилу са остатком породице.
Забринут због губитка дома, Џеф одлази по лутку и открива да је нестала. Верујући да га је Макс украо, следећег дана лоцира његову кући, само да би открио да цела породица у журби одлази. Током комешања, он чује сигурносну шифру и види где је сакривен кључ од куће. Испричавши Пам о овоме, пристају да узму лутку ноћу.
У међувремену, Макс открива да је цела породица отишла и у почетку се забавља, иако му брзо постане досадно и почињу да му недостају. У међувремену, Џеф и Пем стижу до његове куће и улазе унутра. Чувши како причају о узимању „ружног дечака”, Макс претпоставља да желе да га киднапују и продају. Покушава да их уплаши позивајући полицију. Полицајац Баз Мекалистер стиже, али Пам га одвраћа. Макс се плаши да би његови родитељи могли бити ухапшени ако полицајац схвати да је сам код куће.
Керол открива да су заборавили Макс и купује повратну карту. Пам и Џеф иду у цркву следећег дана и налете на свог агента за некретнине. Он им каже да је нашао потенцијалног купца, али да морају да одлуче о продаји до краја године, што на њих врши велики притисак. Макс долази и несвесно разговара са Џефовим и Паминим сином Крисом који му саосећајно даје свој пиштољ на воду. Пар примећује Макса како разговара са старијом женом и претпостављају да му је она бака. Они одлучују да још једном провале у кућу док је њихова породица још у цркви.
Шуњајући се иза куће, Џеф и Пам уместо тога завршавају у комшијином дворишту. Макс их поново чује, а Џеф пристаје да дође обучен као Деда Мраз у покушају да га превари. Макс поставља замке по кући, док Џеф и Пем чекају да њихова породица заспи, након чега крећу у акцију. Њих двоје упадају у Максове замке, током којих откривају да Макс није украо лутку, већ лименку газираног пића. Они решавају неспоразум, али сазнају да је Макс сам код куће и пристају да га пусте да остане код њих док му се мајка не врати.
Док њиховој породици објашњавају целу ситуацију, испоставља се да је Оли украо лутку и успевају безбедно да је врате, чиме осигуравају да не морају да продају кућу. Керол стиже по Макса. Пошто се уселила у кућу пре само два месеца, Керол се спријатељава са Мекензијевима и захваљује им што су бринули о Максу.
Годину дана касније, Мерсерови и Мекензијеви имају заједничку божићну вечеру. Џеф је добио нови посао и вољно даје Максу сок за којим је жудео претходне године.

## Улоге
| Глумац        | Улога           |
| ------------- | --------------- |
| Арчи Јејтс    | Макс Мерсер     |
| Роб Делејни   | Џеф Мекензи     |
| Ели Кемпер    | Пам Мекензи     |
| Ешлинг Би     | Керол Мерсер    |
| Кенан Томпсон | Гавин Вошингтон |
| Тимоти Симонс | Хантер          |
| Али Маки      | Меј             |
| Пит Холмс     | ујак Блејк      |
| Крис Парнел   | ујак Сту        |
| Енди Дејли    | Мајк Мерсер     |
| Мики Деј      | свештеник       |
| Девин Ретреј  | Баз Мекалистер  |